# Crokinole
Crokinole er et brætspil som har visse ligheder med pitchnut, curling og shove ha'penny. Spillerne skal efter tur kaste skiver over det cirkulære spillebord, med det formål at ramme de højstscorende områder, samtidig med at de angriber og slår modstandernes skiver bort fra pladen. Spillet er især udbredt i Nordamerika.
Spillet er for to eller fire spillere (i sidstnævnte tilfælde spilles der i hold), og det runde (evt. ottekantede) bræt, der spilles på, er typisk af træ og og cirka 66 cm i diameter. Brættet er opdelt i tre koncentriske ringe, som svarer til henholdsvis 5, 10 og 15 point (regnet fra kanten). I midten er der et lille hul, der er 20 point værd, og den inderste ring til 15 point er skærmet af otte små stænger. De skiver, der spilles med, er omtrent på størrelse med dambrikker og lidt mindre end hullet i midten af brættet; der er typisk 12 skiver pr. hold/spiller. Skiverne kan også være ringe i lighed med dem, der kendes fra bob. I lighed med bob kan man vælge at reducere friktionen på brættet med fx kartoffelmel.
Spillet går ud på, at hvert hold på skift skyder en skive ind på brættet, typisk med fingrene, men det kan også gøres med en kø, som det kendes fra bob. Når der er modstanderskiver på brættet, skal man ramme sådan en; i modsat fald fjernes den skive, der blev skudt med, fra brættet. Hvis en skive rammer i hullet, fjernes den fra brættet, og holdet, som den tilhører, får 20 point. Når alle skiver er skudt ind på brættet, tælles pointene for de to hold, og vinderen er det hold, der har opnået flest point.
Crokinole stammer så vidt vides fra Ontario, Canada, og det første kendte bræt blev lavet i 1870'erne. Der blev ansøgt om patent på spillet i New York City i 1880. Spillet er blandt andet udbredt hos mennonitter og amish-folk, idet det her betragtes som et harmløst spil i modsætning til fx kortspil.